# 女性語
女性語（じょせいご）とは、女性特有の言い回しや言葉。対になるものは男性語。

## 日本語の女性語

### 奈良～江戸時代

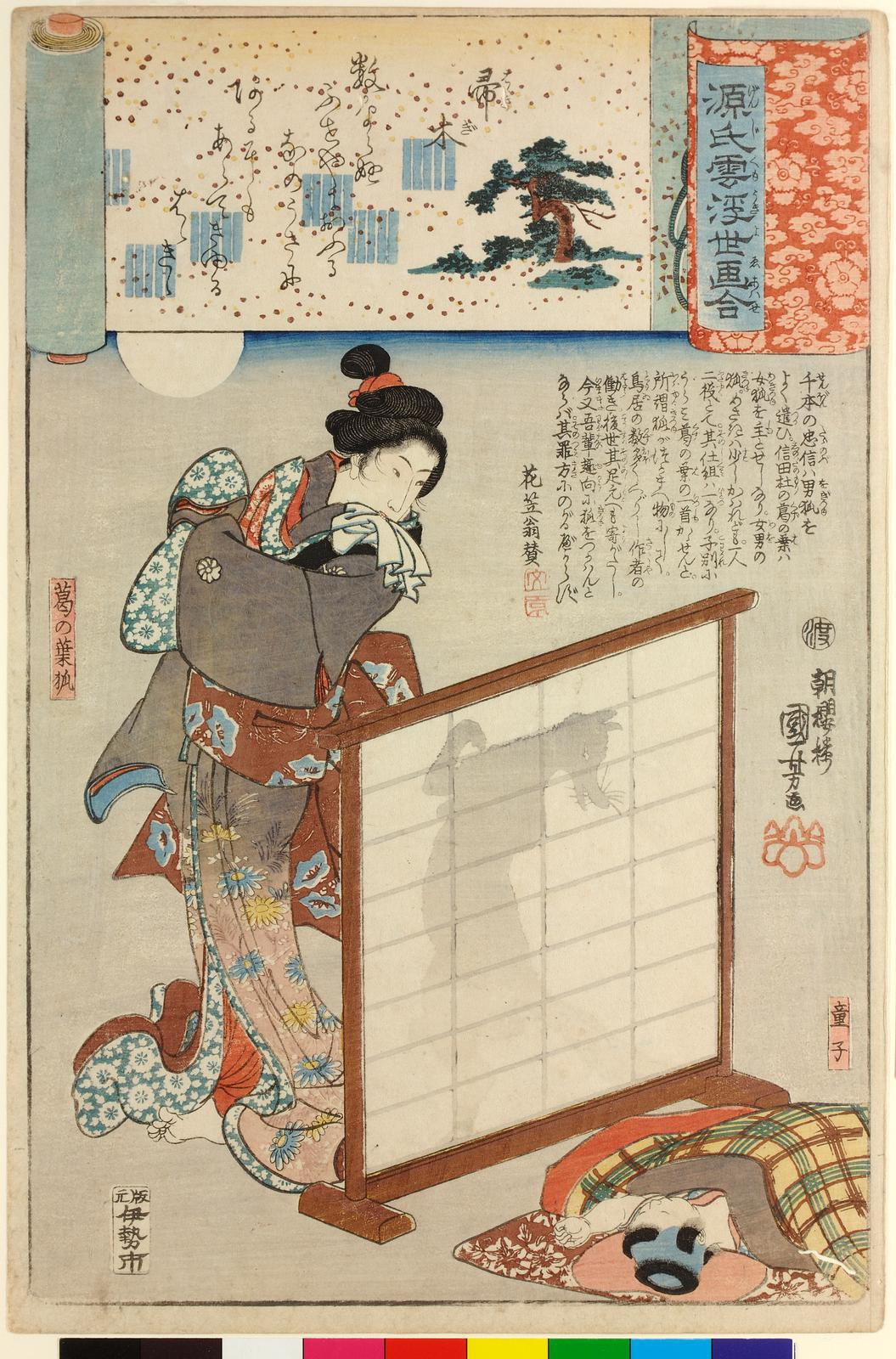
歌川国芳 源氏雲浮世画合・帚木

奈良・平安時代、女性は平仮名の成立に重要な役割を担い、鎌倉・室町時代には宮女らによって女房言葉が発達した。
近世以前の女性の話しことばは、地域や身分により大きく異なる。源氏物語では漢語を多用する『賢い女』が否定され、鎌倉・室町時代の女訓書には「女は言葉づかいをあいまいにして感情を表さないのがよい、軽率にものを言わない、口を大きく開けず低い小さい声で話す、乱暴な口のきき方への戒め」との記載がある。江戸時代における武家や上流町人間においても、女訓書には、女が日常で使うべき言葉づかい『婦言』が薦められており、「丁寧な言葉遣いを用いる」「漢語よりも和語を用いる」など、女性の言葉遣いとして望ましいとされた。
また、先述の女房言葉や、遊廓にて広まった廓詞のような、特殊な環境で発達した女性語の一部が、上流階層の女性に広まることもあった。しかし、庶民層における言葉の男女分離はほぼ無かった。江戸庶民の口語資料である『浮世風呂』には、下女が遊せ詞（遊ばせ言葉）を批判する場面があるが、その時の下女の台詞は次のようなべらんめえ口調である。

### 明治～昭和後期
現代、本邦にて一般的に女性語として認識されている言葉の起源は、「てよだわ言葉（女学生ことば）」である。「女学生」とは、明治から昭和期の旧制高等女学校等生徒のことであり、女性語の主要な担い手であった。
「よくってよ」「いやだわ」などの言葉の流行は、尾崎紅葉によれば「旧幕の頃青山に住める御家人の（身分のいやしき）娘がつかひたる」とある通り、もとは山の手の下層階級の女性が用いた「下品な」言葉が女学生の間に伝播したもので、言葉や服装の規制に反発した女子学生がこれらの文末詞をわざと使うようになった。当時は「異様なる言葉づかひ」などと文化人の非難の的となり、1904年7月発行の「女学雑誌」に掲載された「女性の言葉つき」（破月子）と題する論によると、「てよだわ」の他にも、女学生の間で流行する「公園に散歩に行く？」のように「行く」で切って西洋風に語尾を上げる言葉づかいも、「荒々しい嫌なもの」として退けている。しかし、結果的には中流以上の女性層で定着し、規範的な女性語として扱われるようになった。

### 昭和末期～現代

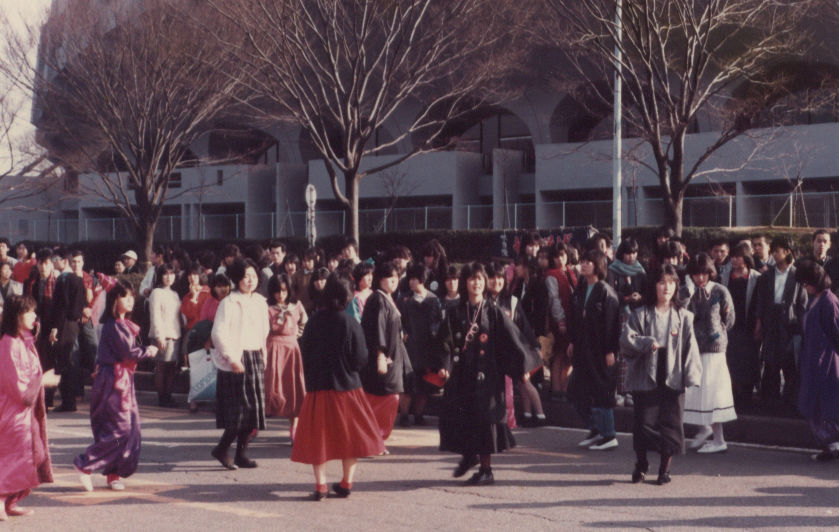
女性語使用の分岐点となった1980年代初頭に流行した、竹の子族

1970年代より安保闘争を契機に日本でもウーマン・リブムーヴメントに火が点くと、「女性語とは、女性が社会的に低い立場である表れである」との否定的世論が増し、日本語研究界隈においても、女性語研究の第一人者である寿岳章子によって、「女性を女性らしさの枠の中に嵌め込むもの」
と、女性語への否定的見解を露わにした。
1980年代頃からは、男女ともにユニセックスな言い回しが好まれるようになった。なかでも当時、横浜がお洒落スポットとして人気であった影響から、横浜弁助詞の「じゃん・ね・さ・よ」の活用が、男女問わず若者の間にて流行した。
また、「最近、女のことばづかいが男性化・中性化した/乱暴になった」とのあらましにて掲載された、過去の新聞記事の件数を調査したところ、1950年代から平均して30件程度の関連記事が見られていたが、1980年代には95件と突出する報告が見られている。
少女マンガにおいても、1970年代の①「ガラスの仮面」、1980年代の②「ときめきトゥナイト」、1990年代の③「花より男子」と各時代の人気マンガを比較すると、女性語の終助詞9種の合計数順は①＞②＞③であり、なかでも「わ」は③においては0件であった。
1997年には、「言語が男女共に中性化し、女性専用形式は現実の生活の中で使われることが少なくなってきている」と指摘されている。現代においては、おもに1970年以降出生した日本人を中心として、かつての性差に直結する表現をも包括し、ジェンダーを問わず、個性の尊重・柔軟なTPO・繊細な感情・表現に似つかわしい語彙を豊富な選択肢から取捨選択しているといえる。

### 女性語一覧
以下に挙げる一覧には女性特有とまで言えない単語も含まれるが、基本的に現代口語として使用頻度の低いものは女性語的なイメージを与えやすい。地方によっては用法が異なったり、男性語であったりする場合もある。

### 主な言葉
- 一人称は「わたし」が基本形で、砕けた「あたし」もよく使われる。改まった場では「わたくし」。これらは女性語であると同時に、男性においても改まった場で使われる言葉である。また、西日本では「うち」も用いられる（共通語では「うちの会社」などの用法はあるが、一人称としては通常用いない）。なお現代で「あたい」という一人称は現実では稀にしかいないが、フィクションでは時折登場する。
- 二人称は「あなた」が代表的であるが、同輩か目下には「きみ」「あんた」「あーた」(東北では「あんだ」と「た」に濁点を付けている。)などの使用もある。また、現在ではほとんど用いられないが「おまえさん」「おまいさん」などの使用もある。「日本語の二人称代名詞」を参照。
- 丁寧語のあとに「わ」「のよ」「かしら」「もの」といった終助詞をつける用法は、“お嬢様”や貴婦人の言葉として認識されている。「そうですわ」「いますわ」「ですのよ」「できますかしら」「ですもの」など。

### 主な用法
以下に列挙する特定の単語のほか、次のような用法がある。
- 形容詞終止形の最終文字一つ前を長音とし、感動詞のように表現する。
  - （例）ひどーい、くさーい、きもーい

| 目次 | 目次 | 目次 | 目次 | 目次 | 目次 | 目次 | 目次 | 目次 | 目次 | 目次 |
| ---- | ---- | ---- | ---- | ---- | ---- | ---- | ---- | ---- | ---- | ---- |
| あ   | か   | さ   | た   | な   |      | は   | ま   | や   | ら   | わ   |

#### あ行
- あら 【感動詞】 「あ」を高く発音して、ちょっとした驚きを表す。「ら」を高く発音して不審な気持ちを表す。
- あたし 【一人称】 ややくだけた表現。複数形は「あたしたち」「あたしら」「あたしども」。
- あたくし 【一人称】 ややくだけた表現。
- あたい 【一人称】 「あたし」がくだけた表現。複数形は「あたいら」「あたいたち」。元は下町女性の言葉で、1970年代から1980年代頃には不良少女などが用いていたが、現在はフィクション以外では極めて稀にしか使われない。落語に登場する人物・与太郎など、子供時代の言葉が抜けきらない男性も使用していたことが判る。
- あそばせ【補助動詞】尊敬の補助動詞の命令形。「ごめんあそばせ」「隠さずにお話しあそばせ」などと使う。とても丁寧な命令を表す。この語を多用する女性の言葉遣いを『あそばせ言葉』という。丁寧補助動詞「あそばす」から女性語への転用で、山の手言葉。
- いやーん、やーん 【感動詞】 不快な、または意外なことに驚きを表現する言葉。何かを拒絶している意味合いは無い。「心が動揺せずに居られない」といった事から来た表現である。日常口語では相当程度に芝居がかった用法となる。「やだぁ」「いやだ」も同義である場合がある。
- うち 【一人称】 複数称は「うちら」。本来は西日本方言の女性語であるが、2000年 - 2010年ごろにかけ、関東中心部を経て全国でも使われる流行語となった。2020年ごろは小中学生が多用する語となっている。
- うふっ、うふふ  主に女性の笑い声で多用される。稀に男性が使うこともある[15]。
- ええ 【応答詞】 概ね肯定的な返事。男性も改まった場を中心に使用することがある。
- お 【丁寧語】 お菓子、お皿、お水、おそば、お肌などのように、言葉の上に付ける表現。美化語の一種。敬語をベースとしたお嬢様言葉では頻出。名詞に「お」を省いて謙譲を、「お」を付けて尊敬を表す用法もある（例：「自分が書いたのは手紙、あなたから届いたのはお手紙」）。命令語の上につける場合もある(「お黙りなさい」「お食べなさい」など)。語気を強める場合、命令語の「なさい」を省略し、「お」のみで命令を表すこともある(「お黙り」「お食べ」など)。
- おほほ 【感動詞】 上流階級の女性の笑い声を表す言葉。

#### か行
- かしら、かしらん 【副助詞・終助詞】 女性がよく使う疑問の言葉。「か知らぬ」が変化したもので、本来は一般語である。
- かしこ、あらあらかしこ 【手紙】 女性が手紙の文章の最後につける場合がある。
- かわいー 【感動詞】 たまらなく可愛いもの、あるいは衝撃的にすばらしい事物や人物を見たときに発される。あるいは、女性同士でのコミュニケーションとして感情をさほど込めずに互いに褒め合う時にも使われる。
- きーっ 【感動詞】 女性が悔しがる時に発する言葉。現代では、日常での使用は稀だが、オノマトペとしては多用される。
- きゃっ、きゃー、きゃあ、きゃーっ 【感動詞】 女性の悲鳴の表現。いわゆる「黄色い喚声」である。濁点が付くぎゃーは通常、女性が用いる時は相当程度に生理的・根源的な驚きや嫌悪から発したものと表現され、また使用される。
- くださいませ、くださいまし 【助動詞】 「ください」を丁寧に言う表現。例「今度、宅へもおはこびくださいまし」。
- ごきげんよう 【挨拶】一般語としての用法のほか、女学生言葉としては挨拶に使われる。女性語との認識において日常用いられたのは昭和期まで（の女学生）に限られる。京都御所などで女官が使用していた言葉に起源を持つ。近代に入ると皇族や華族の上流階級女子（跡見女学校など）から山の手言葉の女性語として転用された。戦後昭和期には、日常語としては廃れる一方で皇族や華族の上流階級子弟女子は使われ続け、それらの流れを汲む一部の有名旧制女学校（学習院女子各校など）では、現在も使われ続けている所がある。
- こと 【終助詞】 丁寧さを表す表現。例「結構ですこと」。

#### さ行
- ざます 【助動詞】 上流階級の、あるいは上流ぶった女性が用いる。「ございます」の変形。体言または用言の終止形に付く。山の手言葉の代表的な表現。
- して 【終助詞】 疑問の意味。「どうかして？」（=どうかなさいましたか？）などと用いる。
- そう 【感動詞】 比較的女性がよく使う。発音に女性語的特徴が見られる場合がある。前者は「そうお？」と3音で「お」を高く発音したりする。あるいは「そお？」と変化する。相槌の場合は「そう↓」と語尾を下げる。
- そいで 【疑問詞・感動詞】 「そいで、どうしたの？」というふうに使う女学生言葉。昭和期のみ。

#### た行
- ちょうだい 【終助詞】 例「安心してちょうだい」

#### な行
- なさい 命令を表す言葉。一般には名詞に直接付かず、「勉強しなさい」となるところを、「勉強なさい」のように名詞からも直接続く。「あそばせ」と同様に、一般語の尊敬語「なさる」から女性語への転用で、山の手言葉。
- なさって 一般語の丁寧語でもあるが、口語で女性が多用する。
- ね 【間投助詞[16]】 名詞述語文で本来「三時だね」とするべき所を「三時ね」のように一律「だ抜き」で表現する。ただし、アクセントの付け方によっては女性語的印象を与えるにとどまり、「またね」「ああ、あの事ね」など補足や相槌などでは、男女とも使う一般語的傾向も強い。
- の 【準体助詞】 準体助詞「の」は「のもの」「のこと」の短縮形的な用法として、一般語として使用されるが、これを「- の。」のように体言止めで使うと男女問わず幼児語的、あるいは女性語的な印象を与える。「こんなに大きかったの！」「あなたはどう思ってるの？」など。
- のよ 【終助詞】 「- よ」とほぼ同義。「それはそれは、ひどい状態だったのよ」。

#### は行
- はいたい 【独立語】 現代沖縄方言（ウチナーヤマトグチ）で使われる女性語。「おはよう」「こんにちは」「こんばんわ」の意味。対応する男性語は「はいさい」。

#### ま行
- まあ 【感動詞】 語尾を下げるアクセントは「呆れた」との感情を示すもので、女性語特有だが、終始高音の場合は通常の驚きや言葉のつなぎを意味し、男女とも用いる。
- もの 【終助詞】 「- だから」「- し」の意味。「なぜって、きまりが悪い(んです)もの。」などと用いる。

#### や行
- よ 【間投助詞[16]】 名詞述語文で本来「そうだよ」「素敵だよ」とするべき所を「そうよ」「素敵よ」のように「だ抜き」で表現する。ただし、「よ」を下降調で伸ばしながら発音し「あっしは神田の生まれよォ」のような男性的な表現もある。

#### ら行
- ランラン、ルンルン 【表現】 主に少女、若い女性がご機嫌な様子。

#### わ行
- わ 【終助詞】 終助詞「よ」と同じ意味に流用される。女性語として使用される場合は文末に高く付き、低く付くのものは男性や若い世代の女性も（特に方言で）使用される。「これはひどいわ」。
- わね 【終助詞】 終助詞「ね」とほぼ同義。
- わよ、わよね 【終助詞】 やや、はすっぱな表現。
- わたし 【一人称】 男性も公的な場では使う。複数形は「わたしたち」。
- わたくし 【一人称】 男性も使うが、女性言葉としては貴婦人やお嬢様の一人称とされる。

## 日本語以外の女性語
- 英語

英米では言語表現の男女差はそれほど顕著ではないが、女性的と言われる表現もある。アメリカ英語では、付加疑問文の多用、強調のsoの多用、lovelyやwonderfulといった一部の形容詞の多用、Oh dear!やHow....!、What....!などの感嘆文を多用すると、女性的な印象になると言われる。ただし、地域差が激しい。
また、付加疑問文はヴィクトリア朝時代、上流貴族の女性が疑問形（疑いのニュアンス）を避けるために使われ始め、後に一般化したとされる。
- アメリカ・インディアンの言語

アメリカ・インディアンの言語の中には、男性と女性で別言語を用いる例が見られる。
映画ダンス・ウィズ・ウルブズにおいては、俳優がダコタ語の特訓を受けたが、指導者が女性のみであり、男性俳優であってもダコタ語の女性語を話す事態となり、ダコタ語を知っている者にとっては笑いを禁じえない内容になったという。